# 권업모범장
권업모범장(勸業模範場)은 1906년 3월 22일 고종의 재가를 받아, 동년 4월 19일 발포된 권업모범장관제에 따라 동년 6월 15일 경기도 수원에 개설된 농업연구기관이다. 

## 사업
권업모범장관제 제2조에서는 권업모범장의 사업을 다음과 같이 규정하고 있다.
- 산업의 발달개량에 자(資)할 모범조사 및 시험
- 물산의 조사와 산업상 필요한 물료의 분석 및 감정
- 종자·종묘·잠종·종금 및 종축의 배부
- 산업상의 지도 통신 및 강화

## 규모
창설 당시 권업모범장의 규모는 총면적 87여 정보, 그 중 밭 28정보는 민유지이고, 논 59정보는 궁내부 소속지는 임차하고, 민유지를 매수하였다. 1906년 10월 정리사업의 설계를 마치고, 11월 2일 공사에 착수하였다. 이어서 신축공사를 하고 수원정거장부터 모범장에 이르는 도로 및 논밭 27정보에 경지정리사업을 하는 등 1906년 말까지 시설과 설비를 완성하였다. 

## 운영
권업모범장에 대한 공사가 진행되던 1906년 10월 26일 조선 정부는 모범장을 이양해 줄 것을 통감부에 요구하여, 11월 통감부는 종래 경영방침을 변경하지 않을 것 등 여러 조건을 부쳐 이양하였다. 비록 통감부 지배하지만 조선 정부가 권업모범장의 양도를 요구한 것은 당시 고종의 의사가 상당히 작용한 것으로 보인다.